# Estany de la Basseta
L'Estany de la Basseta és un estany situat a 2.221,9 m alt del terme comunal de Formiguera, a la comarca del Capcir, de la Catalunya del Nord.
Està situat a prop de l'extrem occidental del terme de Formiguera, a llevant del Puig de Camporrells, dels Estanys de Camporrells i de l'Estany Gros, i al costat sud-est de l'Estany del Mig, a la capçalera de la Lladura. A ponent seu encara hi ha la Basseta, tots ells són en els vessants nord-est i est del Pic Peric.